# Деца Бестрагије
Деца Бестрагије је књига Уроша Петровића, објављена у издавачкој кући Лагуна 26.04.2013. године. Роман се тешко може сврстати у неки жанр, с обзиром да у њему има елемената авантуре, мистичне фантастике, хорора, чак и псеудоисторије. Радња романа се одвија пре неколико стотина година на простору данашње Србије, а учесници тајанствених догађаја су, између осталих, и тајном скривена деца, турски суфија, неми млинар, племе дивљих Неура, мудри шпански језуита, бели јеж, звонаџија, соко и поскок, становници села губаваца и тешко болесна девојчица.
Књига је добила награду Змајевих дечјих игара „Раде Обреновић“ за најбољи роман за децу и младе, а поједини делови овог дела преузети су као подлошка за први 3Д филм у историји српске кинематографије, дугометражни играни филм Пети лептир.